# Media Player Classic
Media Player Classic是一個簡潔的媒体播放器。Media Player Classic含有與Windows Media Player 6.4幾乎相同的介面。然而，這是與Windows Media Player 6.4完全不同的應用程式，它含有其它近代的播放器相似的功能及選項。
Media Player Classic是由名為"Gabest"的程式員建立，現時他仍然有維護這個程式。Gabest原先是以不公開原始碼的方式開發Media Player Classic，但後來他開放了Media Player Classic的原始碼。現時Media Player Classic是基於GPL下發佈，另外，在SourceForge亦開發了名為Guliverkli的專案。
在Guliverkli的專案頁中亦有大量的編碼，閱讀器及解碼器可供下載。
MPC项目现在主要由Doom9论坛社群维护。现时活跃的分支为Black Edition（MPC-BE）。Media Player Classic Home Cinema（MPC-HC）分支于2017年7月16日宣布终止。
目前clsid2接替更新1.7.13後版本，截至2023年10月，最新版本爲2.0.0。

## 特色

### MPEG-1、MPEG-2及MPEG-4播放
能播放VCD、SVCD及DVD格式，無需安裝額外軟件及編碼／解碼器。Media Player Classic內含MPEG-2影像支援字幕播放及LPCM、MP2、AC3及DTS音效播放。亦包含改進的MPEG解碼器以便支援SVCD字幕，利用其VCD/SVCD/XCD閱讀器，可直接播放VCD及SVCD。2005年10月30日，Gabest加上*.mp4及MPEG-4時間字幕支援。另外，AAC解碼器亦已在MPC上推行，這可令MPC可以播放以AAC壓縮的mp4檔案，成為Winamp及iTunes代替品。

### QuickTime及RealPlayer結構
由於這個播放器主要是基於DirectShow結構運作，若在電腦中已經安裝QuickTime及／或RealPlayer，可以使用兩種原先的播放編碼在MPC播放其檔案。

### Matroska及Ogg容器
Media Player Classic本身包含了對OGM及Matroska等容器格式的播放支援。

### 電視調解器
如果已經安裝電視調解卡的話，則可以支援電視播放及錄影。

### 圖片檢視器
Media Player Classic內置數項圖片格式的支援，包括JPEG、BMP、GIF等常见图像格式檔案。

### 其他
对流媒体的支持较差，如mms或Realnetworks流媒体协议的文件基本无法播放。此外界面也较为朴素，仍然采用的是最古老的Windows软件的标准界面，与多数媒体播放软件华丽的界面大异其趣。

## Media Player Classic與影音包
可能有人認為一些解碼器安裝包（例如K-Lite Codec Pack或暴风影音Storm codec等）就等同於Media Player Classic。但其實事實上這是不正確的。這些的解碼器安裝包通常會綁上很多的解碼器模組，再加上Media Player Classic推出。但是Media Player Classic是一個獨立使用的程式，已經包含了大部份媒體格式檔的支援。在大部份的情況下，Media Player Classic都能夠支援一般使用的檔案。

## GPL版權被侵害
- 2005年4月23日，Gabest在專案的新聞頁面中發佈信息，指出有2個軟件被懷疑使用了該專案的原始碼卻未同樣以GPL授權發佈，違反了GPL的授權條款，一個是韓國人製作的免費軟件The KMPlayer，另一個是商業軟件VX30 （页面存档备份，存于）。Gabest對這個事件表示沮喪，他不知道如何對有關已違反了授權的組織進行有關的行動。[4]
- 2008年The KMPlayer作者姜勇囍進入Daum Communications，發表了改良版本Daum PotPlayer，因此PotPlayer繼承了KMPlayer侵害GPL授權條款。[註 2]
- 2009年暴风影音和腾讯旗下的QQ影音先后因未遵循GPL协议登上“耻辱堂”[5]。而射手影音播放器也曾被指责有违反GPL协议的嫌疑，但软件作者否认[6]。
- 2009年射手播放器获得MPC-HC赞赏并成为MPC-HC的代码贡献者。[7]

## 外部連結
- Guliverkli - 在SourceForge.net的Media Player Classic專案頁
- Guliverkli2 - 在SourceForge.net的Media Player Classic修正版專案頁
- MPC-HC - 在SourceForge.net的MPC-HC專案頁
- mpc-hc - 在GitHub的MPC-HC專案頁(在1.7.13之後的新版本)